# Makoto Shinozaki
Makoto Shinozaki (篠崎 誠, Shinozaki Makoto), né en 1963 à Tokyo, est un réalisateur, scénariste et critique de cinéma japonais.

## Biographie
Makoto Shinozaki est diplômé de l'université Rikkyō en psychologie.

## Filmographie sélective

### Cinéma
- 1995 : Okaeri (おかえり?)
- 1999 : Jam Session (ジャムセッション?) (documentaire)
- 2000 : Pas oublié (忘れられぬ人々, Wasurerarenu hitobito?)
- 2002 : Asakusa Kid (浅草キッド?) adapté du livre Asakusa kid de Takeshi Kitano.
- 2004 : Inu to arukeba: Chirori to Tamura (犬と歩けば チロリとタムラ?)
- 2007 : 0093: Joōheika no Kusakari Masao (0093 女王陛下の草刈正雄?)
- 2010 : Tōkyō-jima (東京島?)
- 2011 : Shine! Shine! Shinema (死ね!死ね!シネマ?)
- 2012 : Arekara (あれから?)
- 2014 : Sharing

### Télévision
- 2008 : Tengoku no sūpu (天国のスープ?)

## Distinctions
Sauf indication contraire, les informations mentionnées dans cette section peuvent être confirmées par la base de données cinématographiques IMDb,  présente dans la section « Liens externes ».

### Récompenses
- 1995 : prix FIPRESCI pour Okaeri au festival du film de Turin[2]
- 1996 : prix Wolfgang Staudte (de) pour Okaeri à la Berlinale[3],[4]
- 1996 : prix de Montréal pour le meilleur premier long métrage de fiction et prix FIPRESCI (hors compétition) pour Okaeri au festival des films du monde de Montréal[5]
- 1996 : prix du meilleur réalisateur et prix FIPRESCI pour Okaeri au 36e festival international du film de Thessalonique[6]
- 2000 : prix Dragons & Tigers, mention spéciale pour Pas oublié au festival international du film de Vancouver
- 2004 : Asian New Talent Award pour Inu to arukeba: Chirori to Tamura au festival international du film de Shanghai[7]

### Sélections
- 1995 : en compétition pour la Montgolfière d'or avec Okaeri au festival des trois continents
- 1996 : New Currents Award pour Okaeri au festival international du film de Busan[8]
- 2000 : en compétition pour la Montgolfière d'or avec Pas oublié au festival des trois continents
- 2000 : New Currents Award pour Pas oublié au festival international du film de Busan[9]